# Matti Nykänen
Pour les articles homonymes, voir Nykänen.
Matti Ensio Nykänen, né le 17 juillet 1963 à Jyväskylä et mort le 4 février 2019 à Lappeenranta, est un sauteur à ski finlandais.
Médaillé d'or au grand tremplin aux Jeux de Sarajevo en 1984 et triple champion olympique dans les trois disciplines (grand et petit tremplin, par équipes) au programme à Calgary en 1988, seul à avoir réalisé ce triplé dans les mêmes Jeux, il est également l'unique sauteur à ski à s'être imposé dans les cinq compétitions majeures de sa discipline : sur la scène olympique (trois fois), aux Championnats du monde (une fois), aux Mondiaux de vol à ski (une fois), à la Tournée des quatre tremplins (deux fois) et au classement général de la Coupe du monde (quatre fois, un record partagé avec  Adam Małysz et Sara Takanashi). Matti Nykänen est également l'unique sauteur à ski à avoir été cinq fois détenteur du record du monde de vol à ski. 
Il a par la suite entamé une carrière de chanteur.

## Biographie
Matti Nykänen est considéré comme le plus grand sauteur à ski de l'histoire. Né à Jyväskylä au pied d'un tremplin, il devient champion du monde junior en 1981. Dès l'année suivante, il remporte son premier titre mondial puis en 1983, il remporte la Tournée des quatre tremplins, la Coupe du monde et enfin le titre olympique 1984 au grand tremplin à Sarajevo, étant par ailleurs deuxième, devancé par Jens Weißflog, au petit tremplin.
En 1987, il est récompensé par la Médaille Holmenkollen.
Mais c'est en 1988, lors des Jeux de Calgary qu'il réalise son plus grand exploit : il remporte les trois médailles d'or de la discipline, les deux titres individuels et le nouveau titre par équipe.
Il popularisa l'avènement du saut en V inventé par Jan Boklöv, qui révolutionna la discipline. 
Mais sa renommée est également due à ses frasques extra-sportives : ivresses, de nombreux divorces, démêlés avec la presse. En 2005, il est condamné à 26 mois de prison pour avoir poignardé quelqu'un de son entourage, purgeant dans la prison de Kylmäkoski (fi), et en 2010, accusé de tentative de meurtre sur sa femme à Noel 2009, il est condamné à 16 mois de prison,.
Il meurt à 55 ans dans la nuit du 3 au 4 février 2019, pour des causes dans un premier temps inconnues.

## Palmarès

### Jeux olympiques
| Épreuve / Édition | Individuel     | Individuel     | Par équipes Grand tremplin |
| Épreuve / Édition | Petit tremplin | Grand tremplin | Par équipes Grand tremplin |
| JO 1984 Sarajevo  | Argent         | Or             | —                          |
| JO 1988 Calgary   | Or             | Or             | Or                         |

### Championnats du monde
| Épreuve / Édition           | Individuel     | Individuel     | Par équipes Grand tremplin |
| Épreuve / Édition           | Petit tremplin | Grand tremplin | Par équipes Grand tremplin |
| Mondiaux 1982 Oslo          | 4e             | Or             | Bronze                     |
| Mondiaux 1984 Engelberg     | —              | —              | Or                         |
| Mondiaux 1985 Seefeld       | 11e            | Bronze         | Or                         |
| Mondiaux 1987 Oberstdorf    | Argent         | 19e            | Or                         |
| Mondiaux 1989 Lahti         | 4e             | Bronze         | Or                         |
| Mondiaux 1991 Val di Fiemme |                | 50e            |                            |

### Championnats du monde de vol à ski
| Épreuve / Édition | Harrachov 1983 | Planica 1985 | Kulm 1986 | Oberstdorf 1988 | Vikersund 1990 |
| Individuel        | Bronze         | Or           | Bronze    | Bronze          | Argent         |

### Coupe du monde
- 4 gros globe de cristal en 1983, 1985, 1986 et 1988.
- Vainqueur de la Tournée des quatre tremplins en 1983 et 1988.
- 76 podiums individuels  dont 46 victoires.

#### Différents classements en Coupe du monde
| Année     | Coupe du monde | Coupe du monde | Quatre tremplins | Quatre tremplins |
| Année     | Class.         | Points         | Class.           | Points           |
| 1980-1981 | 26e            | 30             | —                | —                |
| 1981-1982 | 4e             | 138            | —                | —                |
| 1982-1983 | 1er            | 277            | 1er              | 990              |
| 1983-1984 | 2e             | 217            | 3e               | 826              |
| 1984-1985 | 1er            | 224            | 2e               | 841              |
| 1985-1986 | 1er            | 250            | —                | —                |
| 1986-1987 | 6e             | 133            | —                | —                |
| 1987-1988 | 1er            | 282            | 1er              | 888              |
| 1988-1989 | 9e             | 106            | 2e               | 838              |
| 1989-1990 | 19e            | 55             | 16e              | 792              |

#### Saison par saison
| Année | Lieu |
| 1982  | Oberstdorf (Allemagne), Oslo (Norvège), Kulm (Autriche) |
| 1983  | Cortina d'Ampezzo (Italie), Innsbruck (Autriche), Lake Placid x2 (États-Unis), Thunder Bay (Canada), Vikersund x3 (Norvège), Falun (Suède), Planica (Yougoslavie)        |
| 1984  | Sarajevo (Yougoslavie), Lahti x2 (Finlande), Oberstdorf x2 (Allemagne)                                                                                                   |
| 1985  | Innsbruck (Autriche), Sapporo (Japon), Lahti (Finlande), Oslo (Norvège), Štrbské Pleso x2 (Tchécoslovaquie)                                                              |
| 1986  | Harrachov (Tchécoslovaquie), Klingenthal (Allemagne), Sapporo x2 (Japon), Lahti x2 (Finlande), Planica (Yougoslavie)                                                     |
| 1987  | Thunder Bay (Canada), Lahti (Finlande), Falun (Suède) |
| 1988  | Thunder Bay x2 (Canada), Sapporo x2 (Japon), Garmisch-Partenkirchen (Allemagne), Innsbruck (Autriche), Bischofshofen (Autriche), St-Moritz (Suisse), Lahti x2 (Finlande) |
| 1989  | Sapporo (Japon), Garmisch-Partenkirchen (Allemagne) |

## Discographie
- 1992 : Yllätysten yö
- 1993 : Samurai
- 2006 : Ehkä otin, ehkä en

## Adaptations cinématographiques
En 2006, Matti, un film réalisé par Aleksi Mäkelä, retrace sa vie et ses exploits olympiques. Son rôle est interprété par l'acteur Jasper Pääkkönen.
En 2016 sort Eddie the Eagle, un film biographique sur le sauteur à ski britannique Michael Edwards, dans lequel le rôle de Matti Nykänen est interprété par l'acteur suédois Edvin Endre.